# DC Super Hero Girls (2019)
DC Super Hero Girls ist eine Zeichentrickserie, die von Lauren Faust produziert wird. Sie basiert lose auf dem gleichnamigen Franchise, zu dem es bereits eine Zeichentrickserie gibt. Die Serie wird offiziell am Internationalen Frauentag (8. März 2019) auf Cartoon Network ausgestrahlt; kurze Webisoden waren vorher aber bereits online zu sehen.

## Produktion
Im Jahr 2017 wurde die Neuauflage von DC Superhero Girls, unter der Leitung von Lauren Faust, offiziell angekündigt. Das Konzept der Serie beinhaltet neben den neuen Abenteuern auch diverse Veränderungen des Charakterdesigns. Die Figuren wirken kantiger und bringen eine zusätzliche Dynamik mit sich. Zudem repräsentieren sie eine größere Diversität von Körperbau und Haltung.
Die Serie entstand als Koproduktion der Unternehmen DC Entertainment und Warner Bros. Animation. An der Umsetzung des Projektes waren die Produzenten Leanne Moreau, Jeff Curtis, Jase Ricci und Lisa Furlong Jones beteiligt.
Die musikalische Gestaltung der Serie unterlag dem Komponisten Michael Gatt. Das Titellied Super Life entstand in Zusammenarbeit von Dan Petty, Michelle Lewis und Kay Hanley. Im englischen Original wird das Lied auch von Lewis und Hanley eingesungen.

## Unterschiede zur ersten Serie
Hier besuchen die Superhelden-Mädchen keine Schule für Superhelden, sondern eine für ganz normale Menschen und müssen versuchen, unter diesen zurechtzukommen. Ein weiterer Unterschied besteht darin, dass unter anderem Harley Quinn und Poison Ivy hier zwar dieselbe Schule besuchen, jedoch keine Freundinnen von ihnen sind, sondern bereits als Schurken tätig sind und von ihnen bekämpft werden müssen. Auch die Persönlichkeiten der Superheldinnen wurde etwas verändert. So ist Batgirl nun ein hyperaktives Fangirl und Supergirl eine Rebellin, die sich keinem gern unterordnet. Außerdem herrscht zwischen Green Lantern alias Jessica Cruz (hier eine überzeugte Ökologin und Pazifistin) und Star Sapphire eine gewisse Rivalität, da letztere mit Green Lantern alias Hal Jordan eine Beziehung hat und sehr eifersüchtig werden kann. Noch dazu wird Catwoman seit längerer Zeit wieder als Afro-Amerikanerin dargestellt.

## Sprechrollen
Die deutsche Synchronfassung entstand bei SDI Media in Berlin, unter der Dialogregie und nach einem Buch von Andi Krösing. Die musikalische Leitung des Projektes übernahm Rafael Albert. Für die Ausarbeitung der deutschen Liedtexte war Betty Förster zuständig.
| Rolle               | Originalsprecher | Deutsche Sprecher |
| ------------------- | ---------------- | ----------------- |
| Wonder Woman        | Grey Griffin     | Mia Diekow        |
| Batgirl             | Tara Strong      | Jennifer Weiß     |
| Supergirl           | Nicole Sullivan  | Lea Kalbhenn      |
| Zatanna             | Kari Wahlgren    | Christina Wöllner |
| Green Lantern       | Myrna Velasco    | Jelena Baack      |
| Bumblebee           | Kimberly Brooks  | Betty Förster     |
| Harley Quinn        | Tara Strong      | Rieke Werner      |
| Lois Lane           | Grey Griffin     |                   |
| Giganta             | Grey Griffin     |                   |
| Poison Ivy          | Cristina Milizia | Nina Witt         |
| Commissioner Gordon | Fred Tatasciore  | Uwe Jellinek      |
| Mr. Freeze          | John de Lancie   |                   |
| Catwoman            | Cree Summer      | Jennifer Bischof  |

## Kritik
Bei den Rotten Tomatoes erhielt die erste Staffel der Serie einen Score von 81 Prozent auf dem Popcornmeter. Dieser Anteil der Nutzer hat eine Bewertung von 3,5 Sternen und höher vergeben. Die Gesamtwertung der zweiten Staffel war etwas rückläufig und kam zu einem Wert von 61 Prozent auf dem Popcornmeter.